# Prenectarium
| Maan-tijdschaal | Maan-tijdschaal | Maan-tijdschaal   |
| Periode         | Epoche          | Tijd geleden (Ma) |
| --------------- | --------------- | ----------------- |
| Copernicum      | Copernicum      | heden - 1100      |
| Eratosthenium   | Eratosthenium   | 1100 - 3200       |
| Imbrium         | Laat            | 3200 - 3800       |
| Imbrium         | Vroeg           | 3800 - 3850       |
| Nectarium       | Nectarium       | 3850 - 3920       |
| Prenectarium    | Bekken Groepen  | 3850 - 4150       |
| Prenectarium    | Crypticum       | 4150 - 4567       |

Het Prenectarium is een periode uit de geologische tijdschaal van de Maan, die van de vorming van de Maan tot 3920 Ma duurde, toen het inslagbekken Mare Nectaris gevormd werd. Na het Prenectarium volgt het Nectarium.
In het Prenectarium is de eerste korst van de Maan gevormd. Alleen de oudste delen van de hooglanden van de Maan bestaan tegenwoordig nog uit Prenectarische korst. Het gesteente is zwaar verbreccied en heeft meestal contactmetamorfose ondergaan tijdens latere inslagen, met name tijdens het Late Heavy Bombardment op de overgang met het Nectarium. De dominante lithologie van de Prenectarische korst bestaat grotendeels uit het mineraal anorthosiet. Dit wijst erop dat de eerste maankorst vormde door stolling (kristallisatie) in een magma-oceaan.
Het Prenectarium wordt soms onderverdeeld in het Crypticum en de Bekken Groepen 1-9 maar deze onderverdeling is niet officieel erkend en komt niet voor op geologische kaarten van de Maan.

## Relatie met degeologische tijdschaalvan de Aarde
Omdat er op Aarde geen gesteenten bewaard zijn gebleven uit de tijdspanne van het Prenectarium zijn er op Aarde geen onderverdelingen te maken voor deze periode. Daarom is het Prenectarium net als sommige andere Maan-tijdperken wel gebruikt om de Aardse tijdschaal aan te vullen. Het Prenectarium, en/of zijn twee onderverdelingen Crypticum en Bekken Groepen 1-9, vormen in dat geval onderdeel van het (overigens ook niet officieel erkende) eon Hadeïcum.